# Somogyi String Quartet
Das Somogyi String Quartet ist ein Streichquartett, das im Sommer 1997 von ehemaligen Studenten von der Franz-Liszt-Musikakademie in Budapest gegründet wurde.

## Wirken
Das Quartett hat nach seiner Premiere im November 1997 im Bartók-Gedenkhaus an mehreren internationalen Festivals teilgenommen wie z. B. Ravinia Festival in Chicago, Viva Vivaldi Festival und Festival Cultural de Mayo in Mexiko DF, Quartet Festival in Radom, Polen, Mini Festival in Budapest, Hugo-Wolf-Tage in St. Paul im Lavanttal, Österreich. Außerdem hat das Ensemble zahlreiche Konzerte in Ungarn und in Europa gegeben. Tonaufnahmen gibt vom Ungarischen Radio sowie bei Hungaroton.

## Mitglieder
- Péter Somogyi, 1. Geige
- György Lendvai, 2. Geige
- Balázs Tóth, Bratsche
- László Pólus, Violoncello

## Diskografie
- 1995: Somogyi String Quartet, Hungaroton
- 2005: To The Changing Moon, Hungaroton[1]
- 2006: Collaborative Works / New Music Studio, Budapest Music Center[2]